# Escudo de Cuenca (Ecuador)

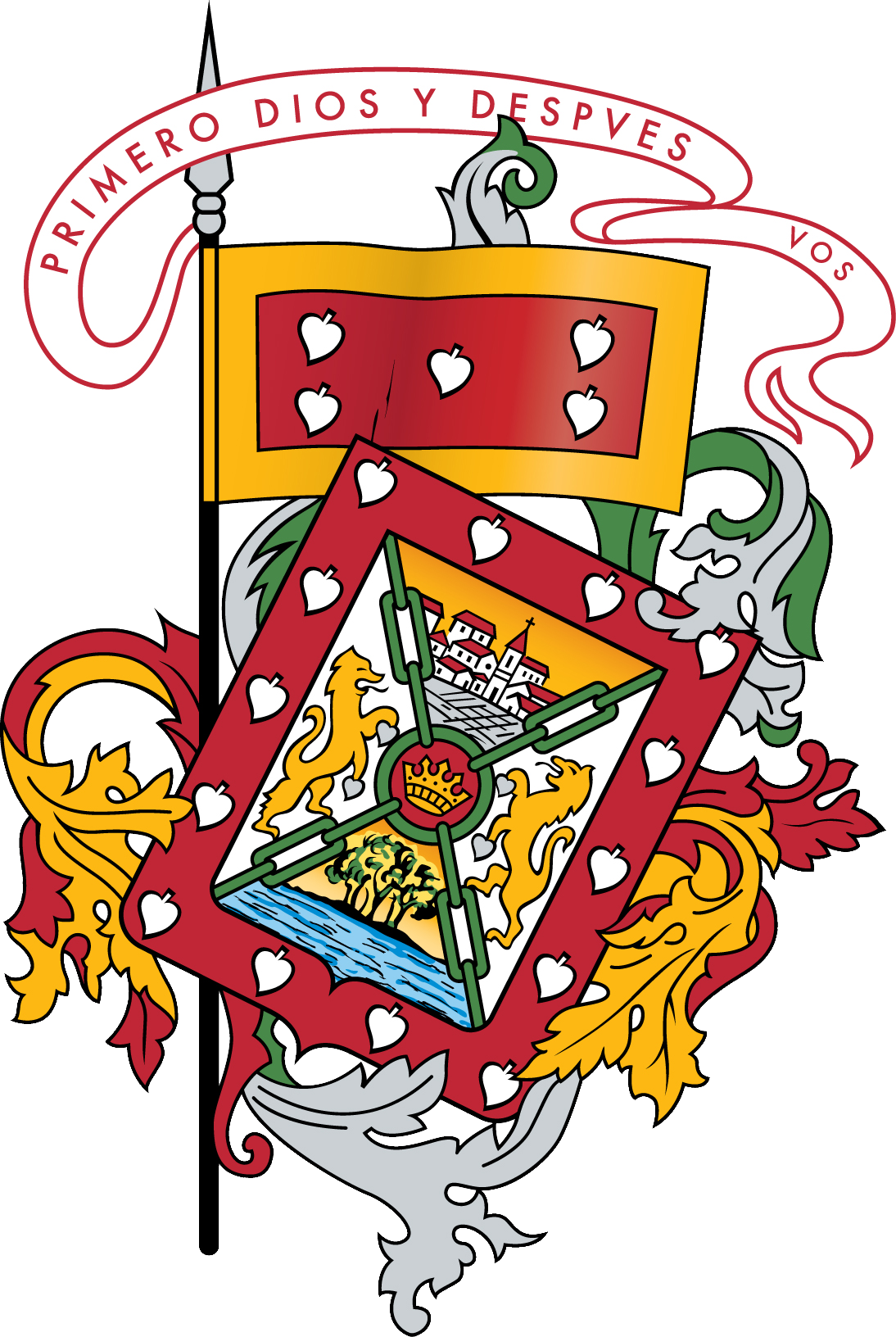
Escudo de armas de Cuenca.

El escudo de armas de Santa Ana de los Ríos de Cuenca es el símbolo heráldico que representa a la ciudad de Cuenca y al cantón. En el escudo, Andrés Hurtado de Mendoza hace reminiscencia de lo que le es más querido y venerado: traslada a él, las cadenas y las plateadas hojas de álamo o panelas que exornan sus propios blasones, y también la divisa nobiliaria para ponerla como lema de los de Cuenca.

## Significado
La ciudad descansa sobre unos eslabones irrompibles atados por un nudo fuerte que nadie podrá deshacer. La primera cadena que viene desde la parte superior izquierda, representa la fe que sostiene a la población, la otra es símbolo de la honradez que recibe en herencia de espíritu. Los otros dos lazos de hierro de la parte inferior vinculan al trabajo que ennoblece como ciudadanos al mismo tiempo que sujetan al deber, es decir, al imperativo cívico y cada una de estas cadenas, que ligan, tiene un punto céntrico que nos atrae, la Patria. El amor a la Patria está simbolizado en el escudo por la argolla inquebrantable que une los eslabones, tal como ata a sus hijos en un ideal; en una aspiración de engrandecimiento. La corona es símbolo que sólo ostentan las ciudades pues Hurtado de Mendoza mandó a fundar a Cuenca como ciudad, no como villa.
Los leones rampantes significan el valor, las panelas de plata significan hojas de álamo, por la abundancia de álamos que existían en la Cuenca de España. Los árboles y el agua significan la abundancia de vegetación y de ríos en el valle donde fue fundada la ciudad. La leyenda «Primero Dios y después Vos», es tomada del Marqués de Santillana, pariente de Hurtado de Mendoza, quien usó en sus divisas la leyenda «Dios e Vos» hoy transformada en «Primero Dios y después Vos» con la palabra Vos refiriéndose a la Virgen María.

## Historia

### Época Virreinal

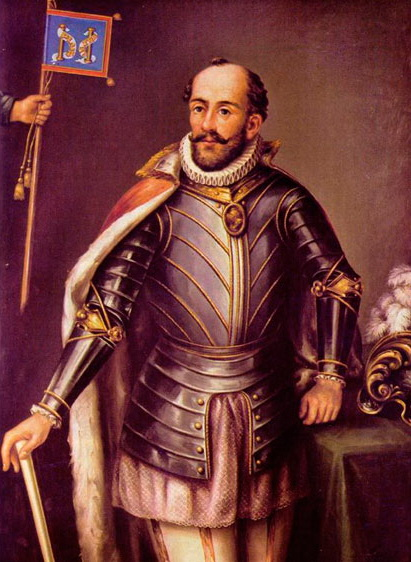
El Virrey del Perú, Andrés Hurtado de Mendoza.

El Virrey del Perú, Andrés Hurtado de Mendoza, quería a Cuenca como su fundación favorita y trataba de dotarla con un hermoso escudo de armas, que fuera copia o se pareciera en gran medida, probablemente, al de Cuenca de España, ciudad donde había nacido y además era Guarda Mayor, pero los pobladores de la nueva ciudad, que no habían recibido con agrado la adición "de Cuenca" al nombre de "Santa Ana de los Ríos", se le anticiparon, idearon y trazaron, por sí mismos, el escudo de armas de la nueva ciudad.
Según las actas más antiguas del cabildo de la ciudad, se conoce que a poco de erigida la ciudad de Santa Ana de los Ríos de Cuenca, su Cabildo envía a la capital del Virreinato del Perú, Lima, a Don Rodrigo Arias de Mansilla, con la comisión de obtener del Virrey del Perú, la merced de lucir un escudo de armas.
El comisionado era un ciudadano español, que desempeñaba el cargo de Alguacil Mayor de la Gobernación de Quito. Logró cumplir su misión y a su regreso trajo consigo la provisión dada en Lima, el 20 de noviembre de 1557. Aquel día, Andrés Hurtado de Mendoza, fundador de Santa Ana de los Ríos de Cuenca, firmó dicho documento para dotar de escudo de armas a la urbe «desde agora (ahora) y para siempre jamás» como curiosamente prescribe la provisión.
El Acuerdo Virreinal dice así: 

...en nombre de Su Majestad e por virtud de lo real... tengo, que por su notoriedad aquí... de dar e señalar e  por la presente doy e señalo a la dicha ciudad de Cuenca, Cabildo Justicia e Regidores della, por armas e insignias de la dicha ciudad, desde agora para siempre jamás, un escudo partido de esquina a esquina, con unos eslabones verdes, y en medio una argolla grande, y dentro en el circuito della, una corona en campo colorado, y en el cuartel de arriba sobre la corona, una ciudad sobre agua y el campo della de oro,...y en el de abajo, unos árboles sobre agua y el campo de oro..., y a uno de los lados y otros, sendos leones pardos, vueltos la cara uno a otro, y en las manos, sendas panelas de plata en campo blanco y por orla catorce panelas de plata en campo colorado, y encima del escudo una bandera con cinco panelas de plata en fondo colorado, con una orla de oro a la redonda, y el fierro de la lanza, de plata, y un rótulo por encima de fondo trabado en la lanza, con una letra que diga, Primero Dios e después Vos...”

El 23 de enero de 1559, durante el periodo del entonces Teniente de Gobernador, Capitán Juan de Narváez, se resuelve usar oficialmente el escudo concedido. Después, el 15 de enero de 1560, de orden del Gobernador y Justicia Mayor, Don Melchor Vázquez Dávila, se pone a buen recaudo la provisión, guardándola en el archivo de la ciudad, tal como dice el historiador Víctor Manuel Albornoz: 

...en una caja de madera incorruptible y asegurada con 3 cerraduras diferentes, cuyas llaves retienen por separado uno de los Alcaldes ordinarios, uno de los Regidores y el Escribano del Cabildo, de tal modo que sin la presencia conjunta de los tres, no puede abrirse el arcón. Por ofrecer mayores seguridades, la casa del Actuario del Ayuntamiento, Diego González del Barco, se la escoge para depositar en ella la caja.
Monografía Histórica de Cuenca de Víctor Manuel Albornoz.

Sin embargo continua, concluyendo: 

A pesar de las precauciones tomadas, hoy no posee nuestra Municipalidad, el ejemplar auténtico de la provisión del Virrey; pero, por buena suerte, se conserva, debidamente protocolizada, una copia corregida y concertada con dicho original por el Escribano Don Pedro de Pineda. Tal copia lleva fecha 20 de junio de un año que no se puede señalar con fijeza, pues el manuscrito está despedazado a continuación de la parte que dice: del año del señor de mil e quinientos e sesenta...
Monografía Histórica de Cuenca de Víctor Manuel Albornoz.

A pesar de eso, se sabe que Pineda toma posesión de su cargo de escribano el 27 de mayo de 1563 y por este detalle puede suponerse que en ese año se saca la copia.

### Época Republicana
En 1894, Manuel Torres Aguilar realiza una versión paleográfica de la copia de la provisión del Virrey, y en la transcripción se limita a dejar varios vacíos ocasionados por la acción del tiempo, debido a que para la época ya se habían destruido algunas partes del documento.
En 1915, Octavio Cordero Palacios, presidente del Concejo Municipal, la publica así incompleta en las páginas de la «Miscelánea Histórica del Azuay», con una cromolitografía del Escudo tal como la diseñó en Madrid el 5 de agosto de 1905 Félix de Rújula, decano de los cronistas de Reyes de Armas de Alfonso XIII.
El error fue advertido en 1920 por Rafael María Arízaga, quién da a conocer una antigua copia encontrada entre los papeles de un antiguo familiar suyo, obtenida a principios del siglo XIX, cuando el documento no estaba tan deteriorado como en 1894. El documento de Rafael María Arízaga permitió que se descubra lo que debía contener el cuartel inferior del escudo, tal como lo dispuso el Virrey Andrés Hurtado de Mendoza cientos de años antes.
Este hallazgo hizo que la Revista 3 de Noviembre, No. 7, de febrero de 1934, publique íntegramente el texto de la provisión del Virrey, comparando con el original y las traslaciones paleográficas que hasta esa fecha se habían realizado. Al ver esto, el Municipio de Cuenca, ahora Alcaldía de Cuenca, rectifica el error cometido en 1915, por Octavio Cordero Palacios y recupera los blasones de la urbe, de forma tal que el escudo que hoy se emplea oficialmente guarda fiel relación con la provisión dada por del fundador de la ciudad, Don Andrés Hurtado de Mendoza.

### Desarrollos relacionados
- Escudo de armas.
- Andrés Hurtado de Mendoza

### Artículos similares
- Bandera de Cuenca (Ecuador).
- Himno de Cuenca.